# Margin Walker
Margin Walker est le deuxième EP du groupe post-hardcore américain Fugazi. Il est sorti à l'origine en juin 1989 sur vinyle et à nouveau la même année sur la compilation 13 Songs avec le premier EP Fugazi.

## Contexte
Margin Walker est enregistré aux Southern Studios à Londres, où Fugazi a terminé sa première tournée européenne. Il est produit par John Loder, ingénieur du son de plusieurs artistes underground, dont le groupe anarcho-punk Crass, grande influence de Fugazi. Initialement prévu pour être leur premier album studio, Margin Walker est sorti sous forme d'EP parce que les membres considéraient comme des performances médiocres, dues à une tournée épuisante,.

## Réception
Selon Trouser Press, l'EP « illustre à quel point les quatre membres de Fugazi ont voyagé depuis leurs débuts hardcore. [...] dans le travail de guitare mélodique de MacKaye, la section rythmique serrée et fluide, les paroles incisives et les échanges vocaux arrangés avec précision. » « Continuant à développer le style qu'il a commencé avec Minor Threat, poursuit-il, MacKaye parvient à rendre les jurons de la partie parlée et vigoureuse et monotone de Promises quelque peu éloquents ». Andy Kellman d'AllMusic l'a qualifié de « suivi tout aussi excellent de l'EP Fugazi » Margin Walker a également été élu deuxième meilleur EP de l'année dans le sondage Pazz & Jop de 1989, derrière Passionate Kisses de Lucinda Williams.
Dans une rétrospective de 2014 sur 13 Songs, Brandon Gentry du Washington City Paper écrit que « même si Margin Walker semble plus soigné que Fugazi, il ne manque ni d'intensité ni d'intelligence. La guitare étourdissante et les lignes de basse élastiques de la chanson-titre sont la toile de fond idéale pour les piques lyriques échangées entre MacKaye et Picciotto. And the Same combine des accords tranchants et des invectives hurlées dans une diatribe cinglante contre le racisme et la pensée rétrograde. Promises est une méditation perspicace sur la confiance, la trahison et l'acceptation de la déception. » .

## Éditions
Margin Walker est le deuxième EP du groupe post-hardcore américain Fugazi. Il est sorti à l'origine en juin 1989 sur vinyle et à nouveau la même année sur la compilation 13 Songs avec le premier EP Fugazi. Le vinyle 12" n'est plus disponible, mais a été remasterisé et réédité par Dischord Records en octobre 2009.

## Reprises
Margin Walker a été repris en concert par Wild Flag. Provisional a été repris par The Dirty Nil en face B de leur single No Weaknesses. Ryan Adams a repris le titre Promises en live.

## Liste des pistes
| No | Titre         | Chanteur principal | Durée |
| -- | ------------- | ------------------ | ----- |
| 1. | Margin Walker | Picciotto          | 2:30  |
| 2. | And the Same  | MacKaye            | 3:27  |
| 3. | Burning Too   | MacKaye            | 2:50  |
| 4. | Provisional   | Picciotto          | 2:17  |
| 5. | Lockdown      | Picciotto          | 2:10  |
| 6. | Promises      | MacKaye            | 4:02  |

## Crédits
- Ian MacKaye – chant et guitare
- Guy Picciotto – chant
- Joe Lally – basse
- Brendan Canty – batterie